# جيمس دودجيون
جيمس دودجيون (بالإنجليزية: James Dudgeon)‏ هو لاعب كرة قدم بريطاني في مركز الدفاع، ولد في 19 مارس 1981 في نيوكاسل أبون تاين في المملكة المتحدة. لعب مع نادي بارنسلي ونادي ستاليبريدج سيلتيك ونادي سكاربورو ونادي غيتزهد ونادي لينكولن سيتي ونادي هاليفاكس تاون ونادي يورك سيتي.

## وصلات خارجية
- جيمس دودجيون على موقع قاعدة بيانات كرة القدم.إي يو (الإنجليزية)
- جيمس دودجيون على موقع Soccerbase.com (لاعب) (الإنجليزية)